# Пикфлоуметрия
Пикфлоуметрия (от англ. peak flow «предельный поток» + греч. μετρέω «мерить, измерять») — это тест на предельную скорость потока воздуха (ПСВ) при выдохе, который позволяет оценить состояние работы органов дыхания при таких заболеваниях лёгких, как хронический бронхит или бронхиальная астма, а также применяется в целях анализа эффективности принимаемых препаратов. Пикфлоуметрия проводится при помощи специального устройства — пикфлоуметра.

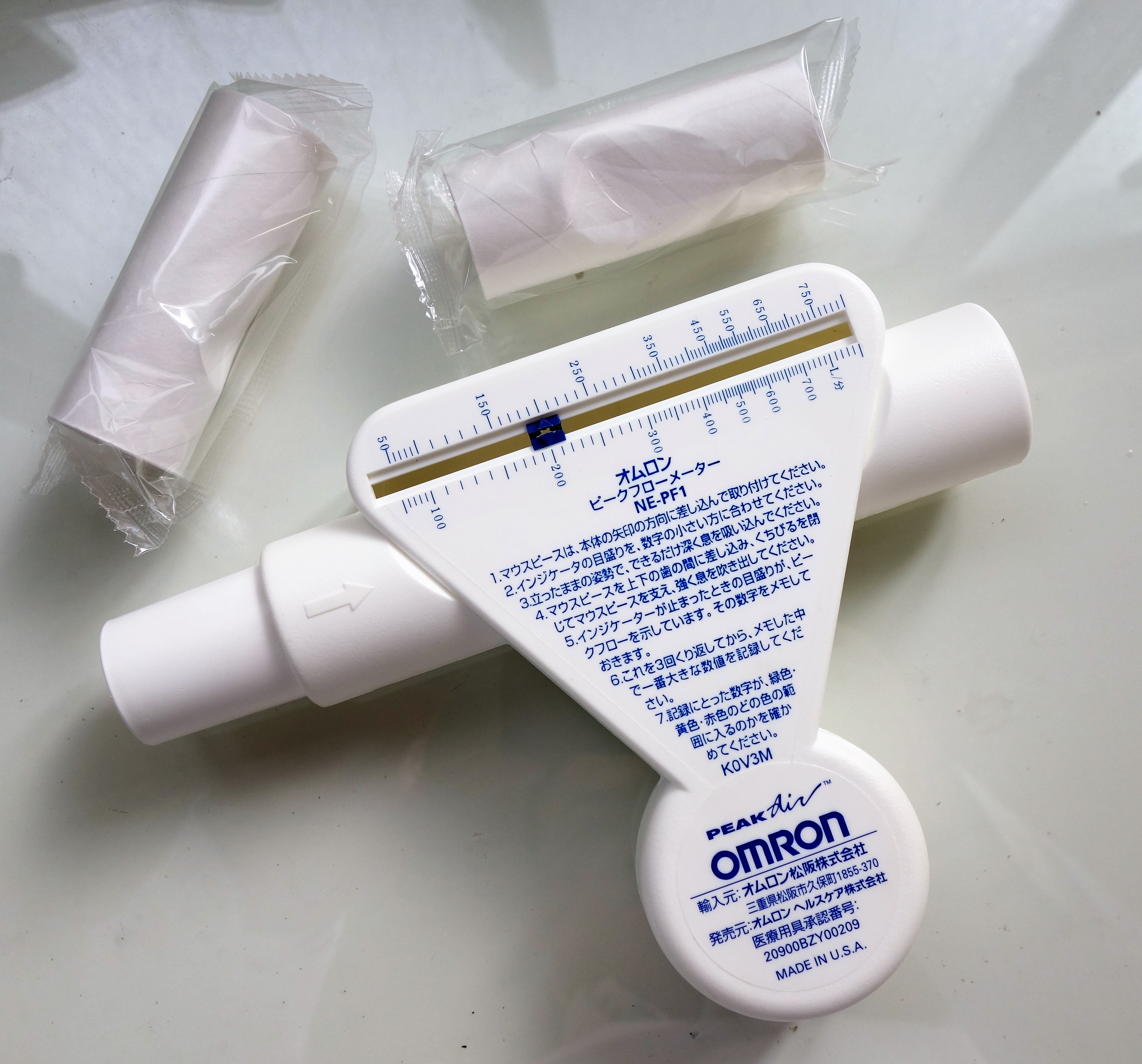
Пикфлоуметр (США)

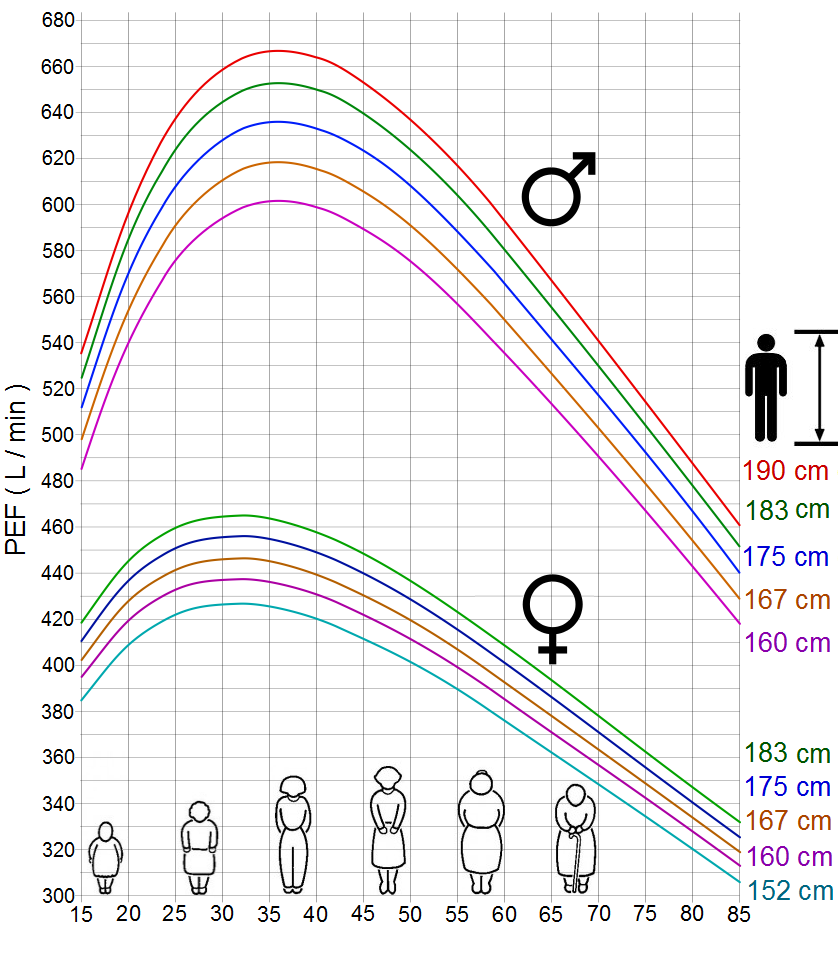
Нормальные (средние) значения пикфлоуметрии по европейской шкале, в зависимости от пола, возраста и роста